# Ольховка (Сахалінська область)
Ольховка (рос. Ольховка) — село у Углегорському міському окрузі Сахалінської області Російської Федерації.
Населення становить 338 осіб (2013).

## Історія
З 1905 по 3 вересня 1945 року у складі губернаторства Карафуто Японії, відтак у складі Углегорського міського округу Сахалінської області.

## Населення
| 2002 | 2010 | 2013 |
| ---- | ---- | ---- |
| 559  | ↘400 | ↘338 |